# Mycalesis cyamites
Mycalesis cyamites är en fjärilsart som beskrevs av Jean Baptiste Boisduval 1831. Mycalesis cyamites ingår i släktet Mycalesis och familjen praktfjärilar. Inga underarter finns listade i Catalogue of Life.